# Krasnij Jar
 Krasnij Jar (in englischer Umschrift auch Krasnyi Yar und Krasniy Yar) ist ein Fundplatz der äneolithischen Botai-Kultur, einer Gruppe von Jägern und Fischern im nördlichen Kasachstan. Er liegt in der Nähe von Kökschetau in Kasachstan, ca. 100 km östlich der eponymen Fundstelle.
In Krasnij Jar wurde in den 1980er Jahren ein rechteckiges Grubenhaus ausgegraben. Ein weiteres Haus wurde durch eine gemeinsamen Expedition des Carnegie Museum of Natural History und des Präsidentialen kulturellen Zentrums von Kasachstan 2000–2002 aufgedeckt. Geophysikalische Untersuchungen zeigten, dass die Siedlung mindestens 54 Häuser umfasste.
Außerdem wurde eine unregelmäßige Umhegung von ca. 20 × 15 m Fläche nachgewiesen, innerhalb deren die Werte für Phosphat und Natrium höher waren als in den umliegenden Böden, gewöhnlich Anzeichen für Urin. Daher wird diese als Pferdepferch gedeutet.
Die Ernährung beruhte überwiegend auf Pferdefleisch. Aus Pferdeknochen wurden Werkzeuge hergestellt, zum Beispiel Lederglätter aus Kieferknochen. Es wurden keine Überreste domestizierter Pflanzen gefunden, allerdings war die Erhaltung von Pflanzenresten hier, wie auch in Vasilovka, schlecht.
Die Pferde aus Botai sind unter den Vorfahren der wilden Przewalski-Pferde, jedoch unter den Vorfahren moderner Hauspferde kaum vertreten. Entweder waren die verzehrten Pferde nicht domestiziert, oder der Domestikationsversuch erwies sich als nicht erfolgreich.

## Weitere Fundorte gleichen Namens
- Krasnij Jar, Afanassjewo-Kultur
- Mittelalterliche mongolische Bergbefestigung Krasnij Jar, Astrachan Oblast', Tatarstan, Russische Föderation[7]
- Ein paläolithischer Fundort in der Region Tomsk[8].